# Pentatomoidea
Pentatomoidea (schildwantsachtigen) zijn een superfamilie van halfvleugelige insecten die behoort tot de onderorde van de wantsen.
De ongeveer 7000 soorten die hiertoe behoren worden ingedeeld in 21 families (16 hedendaagse en 5 uitgestorven).

## Kenmerken
De Pentatomoidea worden gekarakteriseerd door een goed ontwikkeld scutellum (het meestal driehoekige deel van het borststuk). De antennen hebben vijf segmenten, en dat is dan ook de oorsprong van hun naam (Grieks: penta=vijf; tomè=snede, segment). De tarsen hebben doorgaans twee of drie segmenten.
Schildwantsachtigen hebben een stinkklier die een typische geur kan verspreiden die potentiële predatoren afschrikt. Ook de nimfen van deze wantsen zijn met dergelijke klieren uitgerust.
Pentatomoidea zijn vrijwel allemaal herbivoor, hoewel sommige soorten hematofaag zijn. Veel soorten hebben broedzorg.
Verwarring in de determinatie van deze wantsen kan ontstaan doordat sommige soorten uit de superfamilie Coreoidea sterke uiterlijke gelijkenis vertonen met de Pentatomoidea.

## Taxonomie
De volgende families zijn bij de superfamilie ingedeeld (families met een * komen ook in de Benelux voor):
- *Acanthosomatidae (kielwantsen) Signoret, 1863 – 46 geslachten en 184 soorten, wereldwijd verspreid.
- Canopidae McAtee & Malloch, 1928 – komen alleen voor in het neotropisch gebied.
- *Cydnidae (graafwantsen) Billberg, 1820 – 120 geslachten en 765 soorten, wereldwijd verspreid.
- Dinidoridae Stål, 1867 – komen voor in tropisch Azië, Afrika, Australië en Zuid-Amerika; 16 geslachten en ongeveer 65 soorten.
- Lestoniidae China, 1955 – een geslacht en twee soorten, beiden endemisch in Australië.
- Megarididae McAtee & Malloch, 1928 – een geslacht en 16 soorten, voorkomend in Centraal-Amerika
- Parastrachiidae Oshanin, 1922 – twee geslachten: Dismegistus (Afrika) en Parastrachia (Oost-Azië).
- *Pentatomidae (schildwantsen of stinkwantsen) Leach, 1815 – De grootste familie van de Pentatomoidea, met ongeveer 900 geslachten en meer dan 4700 soorten, wereldwijd verspreid.
- Phloeidae – twee geslachten en drie soorten, alleen voorkomend in het Neotropisch gebied.
- *Plataspidae (kogelwantsen) – 59 geslachten en 560 soorten. Deze komen voor in Azië, met name in Oost-Azië, hoewel enkele soorten van Coptosoma voorkomen in het Palearctisch gebied. Coptosoma scutellatum is waargenomen in België en Nederland.
- Saileriolidae – deze familie werd in het verleden gerekend tot de Urostylididae.
- *Scutelleridae (pantser- of juweelwantsen) – 81 geslachten en ongeveer 450 soorten. Ze komen wereldwijd voor, maar de meeste soorten in de tropen en subtropen.
- Tessaratomidae – Ongeveer 55 geslachten en 240 soorten, wereldwijd verspreid (voornamelijk in de tropen van de Oude Wereld)
- Thaumastellidae – een geslacht en drie soorten. Deze komen voor in tropisch Afrika en het Midden-Oosten.
- *Thyreocoridae (viooltjeswantsen) Amyot & Serville, 1843 – In het verleden ook wel Corimelaenidae genoemd.
- Urostylididae – Ongeveer 11 geslachten en 170 soorten. Ze worden aangetroffen in Zuid- en Oost Azië.

### Uitgestorven families
- Mesopentacoridae Popov 1968 – Midden-Jura tot vroeg-Krijt, Azië
- Primipentatomidae – Vroeg-Krijt, vier soorten uit het hedendaagse China
- Probascanionidae Handlirsch 1921 – Vroeg-Jura, hedendaags Duitsland. Slechts een soort.
- Protocoridae Handlirsch 1906 – Vroeg tot midden-Jura, Eurazië
- Venicoridae Yao et al. 2012 Vroeg-Krijt, China